# Певзнер, Павел Аркадьевич
Па́вел Арка́дьевич Пе́взнер — советский и американский биоинформатик, специалист в области вычислительной биологии, системной биологии, кандидат физико-математических наук, профессор Калифорнийского университета в Сан-Диего. Является членом Научного консультативного совета Института генома (Сингапур) и членом редакционной коллегии журнала PLOS Computational Biology, победителем первого конкурса мегагрантов (2010).

## Профессиональная деятельность
Высшее образование получил в Московском институте инженеров железнодорожного транспорта в 1979 году. Диссертацию кандидата физико-математических наук Павел Аркадьевич защитил в 1988 году в Московском физико-техническом институте, работая в Государственном научно-исследовательском институте генетики и селекции промышленных микроорганизмов.
С 1990 года в течение двух лет проходил постдокторантуру в лаборатории Майкла Ватермана (Michael Waterman) Университета Южной Калифорнии. В 1992 году занял должность адъюнкт-профессора Университета штата Пенсильвания. В 1995 году вернулся в Университет Южной Калифорнии в качестве профессора Математики, Информатики и Молекулярной биологии. С 2000 года является профессором Калифорнийского университета в Сан-Диего и возглавляет Центр компьютерной спектрометрии Национальных институтов здравоохранения США.
Являясь одним из ведущих мировых учёных, Павел Певзнер сотрудничает с российской наукой. Совместно с Санкт-Петербургским академическим университетом в 2010 году он получил мегагрант для решения важнейших алгоритмических и вычислительных задач современной биомедицины. В декабре 2012 года эта работа была продлена ещё на два года. В 2011 году участвовал во встрече Президента РФ с учёными — получателями специальных грантов Правительства Российской Федерации для государственной поддержки научных исследований.
Павел Аркадьевич известен разработкой новых подходов в преподавании вычислительной биологии и пытается влиять на подготовку научных кадров России.
Павел Певзнер является автором значительного количества работ по биоинформатике и вычислительной биологии.
По состоянию на февраль 2016 года его индекс Хирша равен 76.

## Награды и премии
- 2006 год — премия Медицинского института Говарда Хьюза в 1 000 000 долларов США за внедрение современных методов обучения[15].
- 2007 год — премия Калифорнийского университета в Сан-Диего за исследовательские достижения[16].
- 2010 год — премия Международной Ассоциации вычислительной техники за вклад в создание алгоритмов расчета генома[17][18].
- 2011 год — Почётный доктор Университета Саймона Фрейзера[19].
- 2012 год — награда международного общества вычислительной биологии за выдающийся в вклад в вычислительную биологию и биоинформатику (ISCB Fellow).
- 2017 год — награда международного общества вычислительной биологии за вклад в вычислительную биологию (ISCB Accomplishment by a Senior Scientist Award).
- 2018 год — награда ассоциации вычислительной техники имени Париса Канеллакиса (ACM Paris Kanellakis Theory and Practice Award)[20].

## Публикации
- Статьи П. А. Певзнера в журнале Квант
- соавт. Компьютерный анализ генетических текстов / М. Д. Франк-Каменецкий (ред.). — М.: Наука, 1990. — 267 с. — ISBN 5020046914.
- P. Pevzner. Computational Molecular Biology. — MIT Press, 2000.
- N. Jones, P. Pevzner. An Introduction to Bioinformatics Algorithms. — MIT Press, 2004.
- Bioinformatics for Biologists / P. Pevzner, R. Shamir (eds.). — Cambridge University Press, 2011. — 394 p. — ISBN 1107648874.
- P. Compeau, P. Pevzner. Bioinformatics Algorithms: An Active Learning Approach. — Active Learning Publishers, 2014.